# باري ويلبيرن
باري ويلبيرن (بالإنجليزية: Barry Wilburn)‏ هو لاعب كرة قدم أمريكية ولاعب كرة قدم كندية أمريكي، ولد في 9 ديسمبر 1963 في ممفيس في الولايات المتحدة.

## وصلات خارجية
- باري ويلبيرن على موقع مرجع كرة القدم المحترفة.كوم (الإنجليزية)